# Johanna Mikl-Leitner

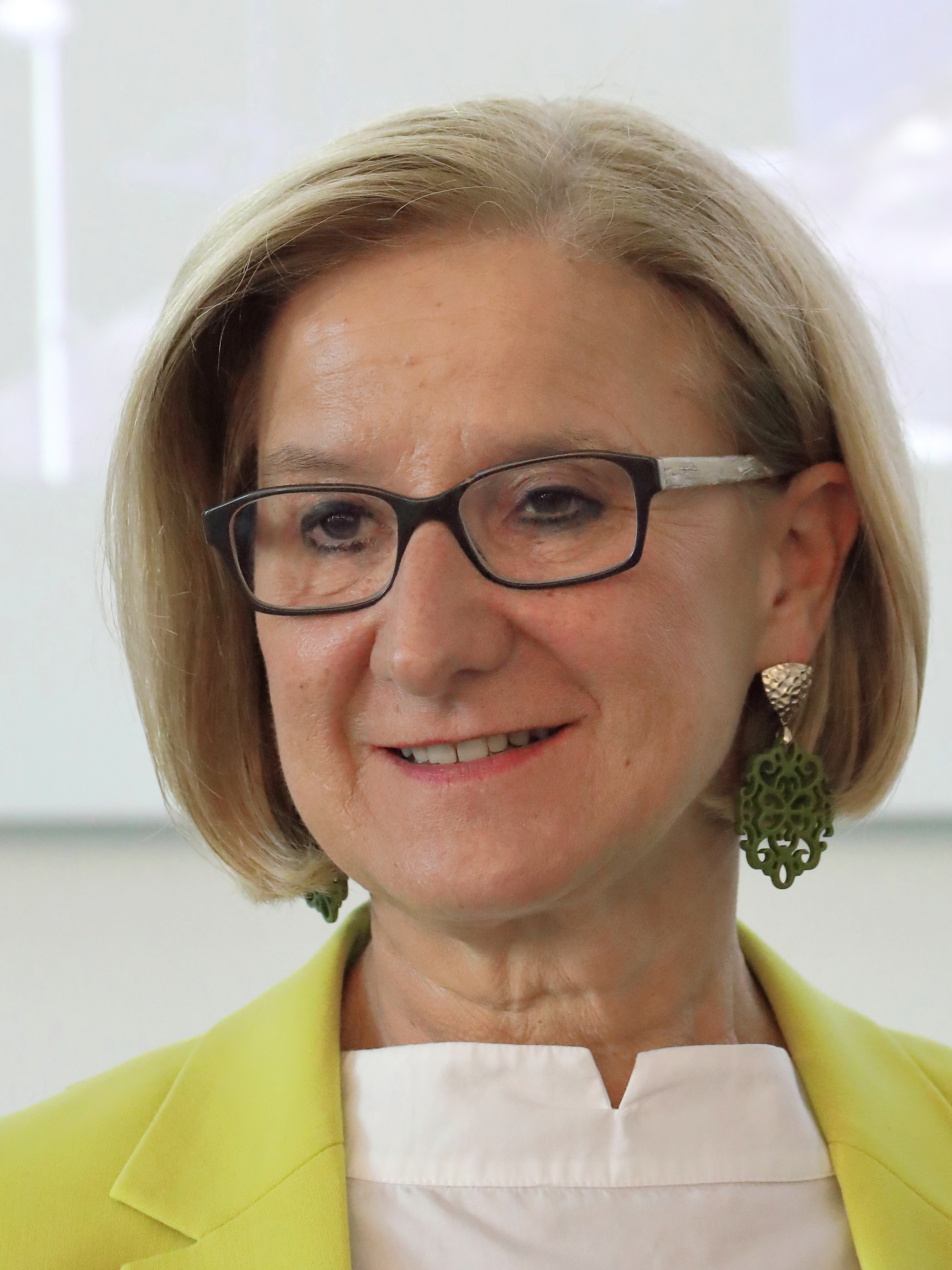
Johanna Mikl-Leitner (2023)

Johanna „Hanni“ Mikl-Leitner (* 9. Februar 1964 in Hollabrunn als Johanna Leitner) ist eine österreichische Politikerin (ÖVP) und seit 19. April 2017 Landeshauptfrau von Niederösterreich.
Von 1999 bis 2003 war sie Abgeordnete zum Nationalrat. Von 2003 bis 2011 war sie Landesrätin für Soziales, EU-Regionalpolitik, Arbeit und Familie in den niederösterreichischen Landesregierungen Pröll IV und Pröll V. Von 2011 bis 2016 amtierte sie als Bundesministerin für Inneres (Bundesregierungen Faymann I, Faymann II), ehe sie 2016 wieder nach Niederösterreich wechselte, erst als Landeshauptmann-Stellvertreterin und Landesrätin für Finanzen, Wohnbau und Arbeitsmarkt (Landesregierung Pröll VI), alsdann seit 2017 als Landeshauptfrau der Landesregierungen Mikl-Leitner I, Mikl-Leitner II und Mikl-Leitner III. Seit 25. März 2017 ist Mikl-Leitner Landesparteiobfrau der Volkspartei Niederösterreich.

## Ausbildung und Beruf

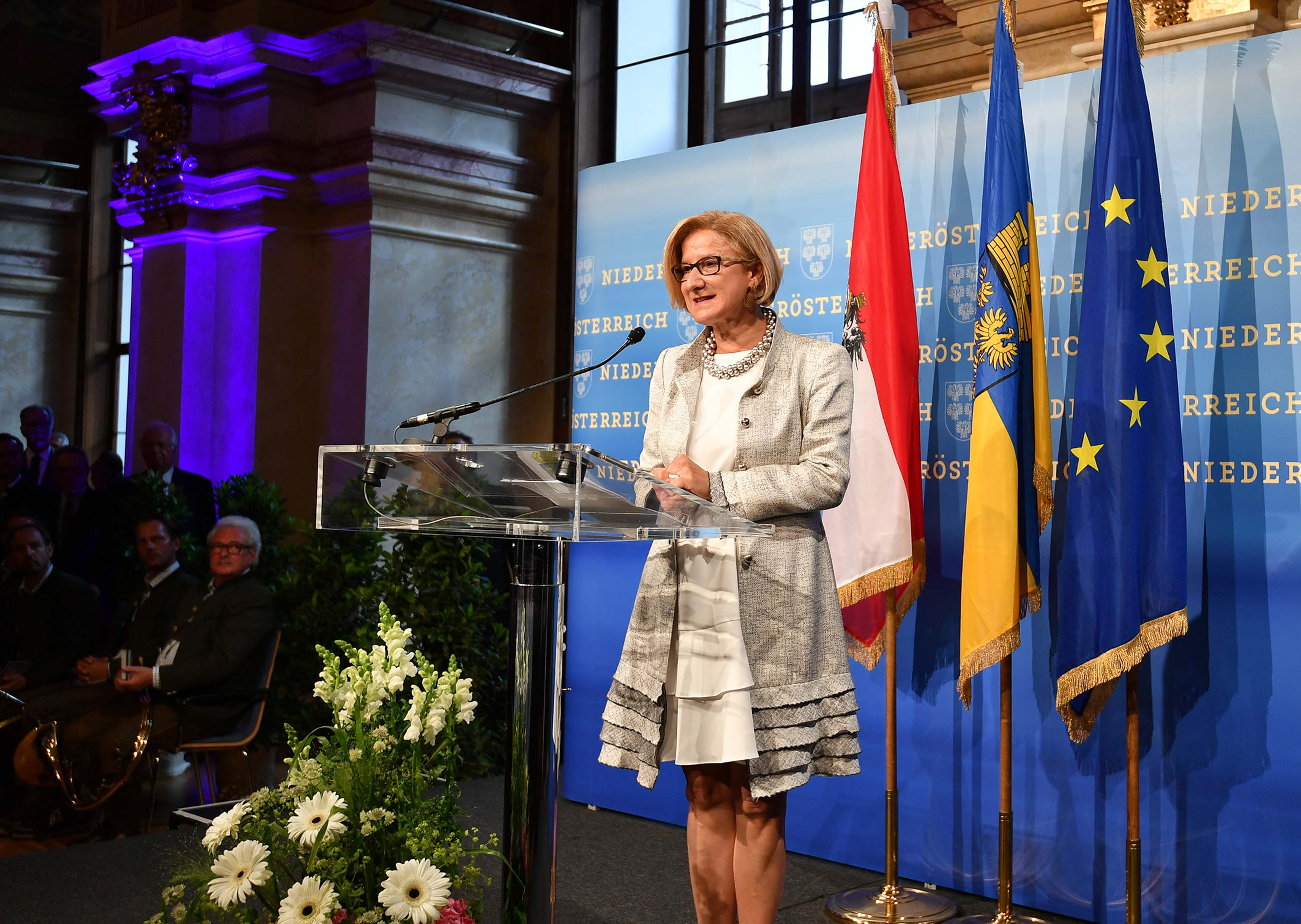
Johanna Mikl-Leitner (2018)

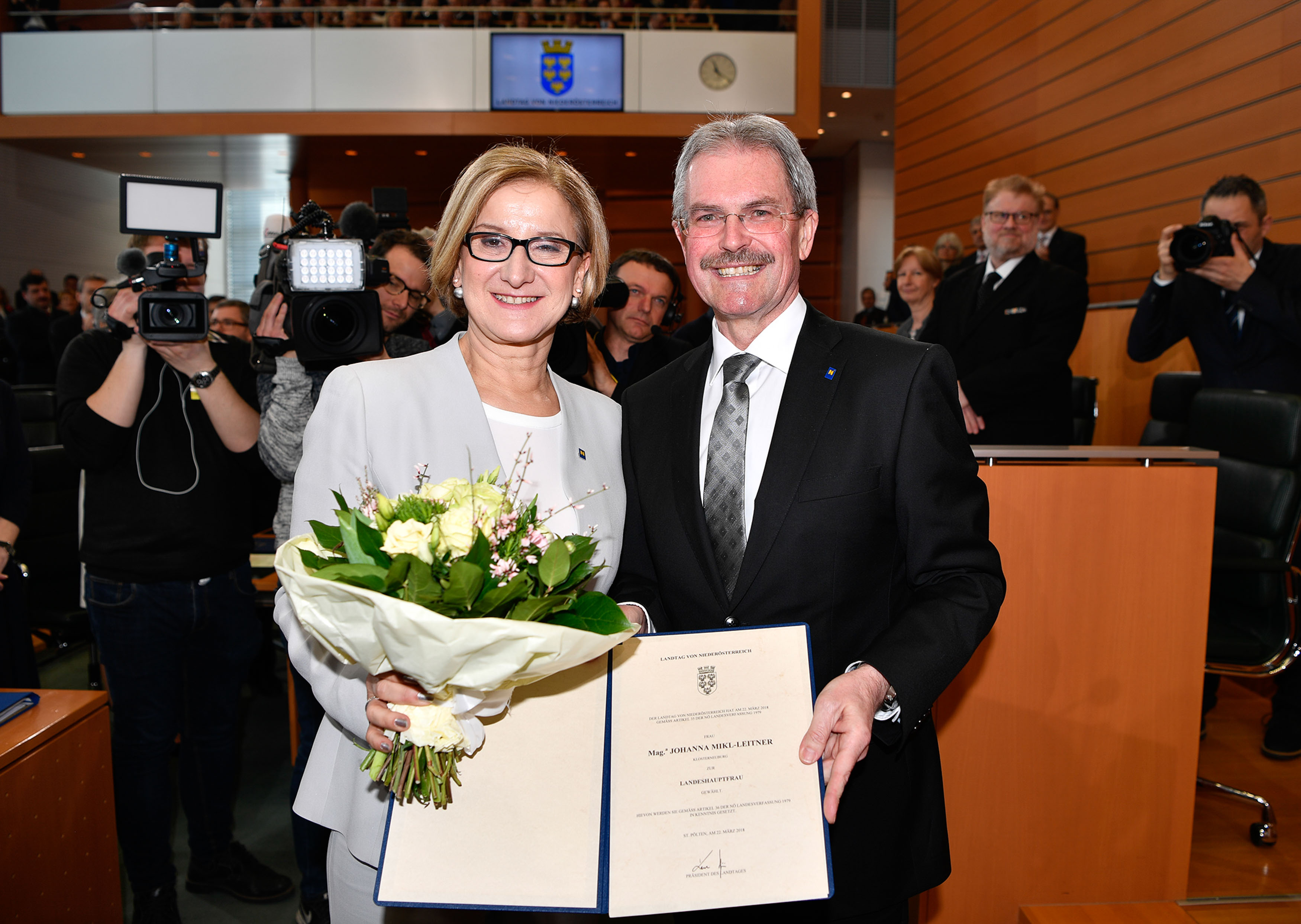
Mikl-Leitner mit Landtagspräsident Karl Wilfing (2018)

Johanna Leitner wuchs als Tochter von Johanna und Rudolf Leitner mit drei Geschwistern, davon einer Zwillingsschwester, in Großharras auf und besuchte von 1970 bis 1974 die Volksschule und im Anschluss das Realgymnasium in Laa an der Thaya.
1978 wechselte sie an die Handelsakademie ebenfalls in Laa, die sie 1983 mit der Matura abschloss. Mikl-Leitner studierte danach Wirtschaftspädagogik an der Wirtschaftsuniversität Wien und schloss ihr Studium mit dem akademischen Grad Mag. rer. soc. oec. ab.
Mikl-Leitner unterrichtete von 1989 bis 1990 an der Bundeshandelsakademie Laa an der Thaya und war parallel dazu in der Unternehmensberatung tätig. Zwischen 1990 und 1993 war sie Trainee in der Industriellenvereinigung und von 1993 bis 1995 Stellvertreterin der Verlagsleitung Signum-Verlag. 1995 übernahm sie die Marketingleitung der Volkspartei Niederösterreich, 1998 stieg sie zur Landesgeschäftsführerin auf.

## Politik
Johanna Mikl-Leitner vertrat von Oktober 1999 bis April 2003 die ÖVP im Nationalrat. Am 24. März 2003 wurde sie als Landesrätin der niederösterreichischen Landesregierung angelobt. Ihr Ressort umfasste in der Landesregierung Pröll V die Bereiche Soziales, Arbeit und Familie.
Im Jahr 2010 wurde sie zur Vizepräsidentin der Versammlung der Regionen Europas gewählt.
Im Zuge der Regierungsumbildung des Kabinetts Faymann nach dem Rücktritt von Vizekanzler und ÖVP-Parteiobmann Josef Pröll wurde sie am 21. April 2011 als Innenministerin angelobt.
Ihre Nachfolgerin in der niederösterreichischen Landesregierung wurde Barbara Schwarz. Von 2011 bis 2016 war sie zudem geschäftsführende Bundesobfrau des Österreichischen Arbeitnehmerinnen- und Arbeitnehmerbundes. In dieser Funktion folgte ihr August Wöginger nach.
Von April 2016 bis April 2017 war sie niederösterreichische Landeshauptmann-Stellvertreterin und Landesrätin für Finanzen in der Landesregierung Pröll VI. Nach der Ankündigung des Rückzugs vom damaligen Landeshauptmann Erwin Pröll wurde Mikl-Leitner einstimmig zur designierten Landesparteivorsitzenden der Volkspartei Niederösterreich sowie zur designierten Landeshauptfrau Niederösterreichs nominiert. Beim 45. ordentlichen Landesparteitag der ÖVP Niederösterreich am 25. März 2017 wurde Mikl-Leitner mit 98,5 Prozent der Stimmen zur Landesparteivorsitzenden gewählt.
Ihr Nachfolger als Finanzlandesrat wurde der bisherige Direktor des Nationalparks Thayatal, Ludwig Schleritzko. Ihr Stellvertreter wurde der bisherige Landesrat für Agrar, Energie, Umwelt und Katastrophenschutz Stephan Pernkopf.
Am 19. April 2017 wurde Mikl-Leitner vom niederösterreichischen Landtag zur ersten Landeshauptfrau von Niederösterreich gewählt. Sie wurde damit nach Waltraud Klasnic (ÖVP, Steiermark) und Gabi Burgstaller (SPÖ, Salzburg) die dritte Frau in Österreich im Amt der Landeshauptfrau.
Bei der Landtagswahl in Niederösterreich 2018 erreichte die ÖVP mit Spitzenkandidatin Mikl-Leitner 49,6 Prozent der Stimmen und zum vierten Mal in Folge eine absolute Mandatsmehrheit im niederösterreichischen Landtag. Die Landtagswahl 2023 in Niederösterreich brachte für Mikl-Leitner einen deutlichen Rückgang der Stimmen, insgesamt kam die ÖVP auf 39,94 Prozent der Stimmen.
Mikl-Leitner tritt für strengere Regeln zum Erhalt der Staatsbürgerschaft ein.

## Kritik
Im Zusammenhang mit der EU-Flüchtlingskrise 2015 warf Amnesty International Mikl-Leitner in ihrer Zeit als Innenministerin und den damaligen Landeshauptleuten vor, dass die Flüchtlinge im Asyl-Erstaufnahmezentrum Traiskirchen (vgl. Bundesbetreuungsstelle Ost) „vollkommen sich selbst überlassen“ und einer unmenschlichen Behandlung ausgesetzt seien.
Die Österreichischen Kinderfreunde machten Mikl-Leitner dafür verantwortlich, dass selbst grundlegendste Bedürfnisse der Flüchtlinge wie Lebensmittel und Schlafplätze nicht erfüllt würden.
Mikl-Leitner sah sich im Lauf des Jahres 2015 mit Rücktrittsaufforderungen der SPÖ-Landesorganisationen Oberösterreich und Kärnten, des Wiener Landtagspräsidenten Harry Kopietz, des Traiskirchner Bürgermeisters Andreas Babler, der Sozialistischen Jugend Österreichs, der Jungen Grünen, des Verbands Sozialistischer Studentinnen und Studenten Österreichs und von Asyl in Not konfrontiert.
Sie bezeichnete die damalige Lage als „prekär [und] eine Ausnahmesituation wegen der sprunghaft angestiegenen Zahl an Asylsuchenden“, und weil die Bundesländer ihre Quoten nicht erfüllten. In Reaktion auf die Situation wurde per Verfassungsänderung ein Durchgriffsrecht des Bundes geschaffen, damit dieser auch gegen den Willen von Ländern und Gemeinden Unterkünfte für Asylbewerber schaffen könne.
Bereits zweimal wurde Mikl-Leitner der Negativpreis Big Brother Award in der Kategorie Politik verliehen, zuletzt 2015 für das Staatsschutzgesetz.
Im Februar 2022 veröffentlichte das Online-Medium zackzack.at Chat-Nachrichten Mikl-Leitners, in denen sich die Landeshauptfrau beim Kabinettschef des Innenministeriums Michael Kloibmüller für ein Ferialpraktikum eines Neffen einsetzte. In einer anderen im selben Monat der Öffentlichkeit bekannt gewordenen Nachricht beleidigte sie SPÖ-Politiker: „Rote bleiben Gsindl“.
Für diese Wortwahl bat Mikl-Leitner später um Entschuldigung.
Im Juli 2023 veröffentlichte Mikl-Leitner einen Gastkommentar in der Tageszeitung Der Standard. Dabei bezog sie sich auf die „normal denkende Mitte der Gesellschaft“. Der Begriff wurde von Vizekanzler Werner Kogler als „präfaschistoid“ bezeichnet.
Der deutsche Philosoph Frieder Vogelmann äußerte sich ebenfalls kritisch. Auch Bundespräsident Alexander Van der Bellen warnte in seiner Eröffnung der Bregenzer Festspiele vor Populismus.
Im Jänner 2025 sorgte eine islamfeindliche Aussage von Mikl-Leitner für Empörung. In einem ORF-Interview sagte sie, „dass wir uns in einer äußerst herausfordernden Zeit befinden, wo es wichtig ist, ganz konkrete Maßnahmen zu setzen für den wirtschaftlichen Aufschwung als auch im Kampf gegen den Islam“. Daraufhin kritisierte der Präsident der IGGÖ, dass eine derartige Formulierung nicht nur pauschal und abschätzig ist, sondern auch einen direkten Angriff auf die Würde der mehr als 700.000 Muslime in Österreich darstellt. Weiters kritisierten die niederösterreichischen Grünen die Aussage als „Entgleisung“. In einer Reaktion erklärte Mikl-Leitner, dass es ihr um den politischen Islam gegangen sei. Der deutsche Theologe Jan-Heiner Tück forderte daraufhin von Mikl-Leitner eine klarere Zurücknahme und bezeichnete ihre Rhetorik als „rücksichtslos“ und warnte vor einer „Vertiefung gesellschaftlicher Gräben“. Die IGGÖ wiederum bedankte sich für Solidaritätsbekundungen aus Kirchen und Religionsgemeinschaften, Universitäten, politischen Parteien und Zivilgesellschaft, machte aber gleichzeitig darauf aufmerksam, dass sie zahlreiche Hass- und Drohbotschaften erhielt, die sie zum Schweigen aufforderten. Ebenfalls im Jänner 2025 bezeichnete Mikl-Leitner bei einer Diskussion Teilzeit-Arbeitende, die „nicht wegen der Betreuung von Kindern oder älteren Menschen, sondern wegen ihrer Work-Life-Balance in Teilzeit arbeiten“, als „asozial“. Nach Lautwerden von Kritik an der Äußerung wurde diese durch ihr Büro dahingehend abgeändert, dass man das Verhalten nunmehr als „unsolidarisch“ bezeichnete.

## Privates
Johanna Mikl-Leitner ist seit 7. Juni 1992 mit Andreas Mikl verheiratet und Mutter zweier Töchter. Sie wohnt in Klosterneuburg und ist Mitglied der ansässigen Schülerinnenverbindung KÖMMV Babenberg Klosterneuburg im VfM.

## Ehrungen und Auszeichnungen
- 2008: Patin des „Johanna-Tunnels“ in ihrer Heimatstadt Klosterneuburg
- 2014: Silbernes Komturkreuz mit dem Stern des Ehrenzeichens für Verdienste um das Bundesland Niederösterreich
- 2018: Bayerische Staatsmedaille Innere Sicherheit[34]
- 2019: FM Incomingpreis[35]
- 2024: Ehrenring der Stadt Neunkirchen[36]

### Negativpreise
- 2011: Big Brother Award, in der Kategorie Politik
- 2015: Big Brother Award, in der Kategorie Politik[37]

## Werke
- Johanna A. Leitner: Von der Industriegesellschaft zur Informationsgesellschaft: bzw. vom Industriezeitalter zum Informations- bzw. Computerzeitalter. Hochschulschrift, Wirtschaftsuniversität Wien, 1989[38]